# DigiTrafic
Rolul sistemului DigiTrafic este de a contoriza persoanele dintr-o încăpere, de obicei un magazin. Un sistem DigiTrafic este alcătuit din două echipamente electronice: un receptor și un emițător.

## Funcționare
Între echipamente este o rază infraroșie avand sensul de la emițător la receptor. Receptorul detectează întreruperea razei cauzată de trecerea clienților și contorizează numărul de întreruperi.

## Hardware
Receptorul detectează întreruperea razei cauzată de trecerea clienților și contorizează numărul de întreruperi. Folosind ceasul intern, presetat la data și ora corectă, memoria internă a echipamentului înregistrează pe rând valori de trafic pentru fiecare oră din zi din ultimele 7 zile.

## Date Tehnice
Alimentarea echipamentelor se poate face pe 9 sau 12 VDC. Transmițătorul este dispus cu o regletă cu șurub cu 2 poziții (+ și GND) pentru alimentare; receptorul are o regletă cu 4 poziții (+, GND, TX și RX). Pozițiile GND, TX și RX sunt folosite pentru comunicare prin protocol RS-232.
Înregistrările mai vechi de 7 zile sunt șterse pe masură ce este disponibilă o nouă valoare de trafic, cea veche fiind suprascrisă de valoarea obținută pentru aceeași oră.
Folosind un singur set de echipamente nu se poate determina sensul mișcării persoanelor. Indiferent dacă persoanele au intrat sau au ieșit din magazin, receptorul va incrementa numărul de întreruperi. Pentru a obține o valoare orară de trafic cât mai corectă se poate seta ca numărul de incrementări să fie divizat cu 2 înainte de a fi memorat. Dacă sistemul DigiTrafic se instalează în cadrul unui magazin unde clienții trebuie sa treacă pe la o casă de marcat înainte de a ieși, atunci factorul de divizare rămâne setat pe 1, deoarece clienții nu pot ieși pe unde au intrat.

## Comunicare
Comunicarea cu echipamentul se poate face direct prin RS-232, cu adaptor USB/Ethernet la serial RS-232 sau prin IP cu ajutorul unui modem GPRS și a unui SIM M2M. În funcție de modul de comunicare sunt necesare echipamente adiționale sistemului DigiTrafic.
Dacă placa de bază a serverului folosit pentru crearea unei baze de date, ce permite salvarea înregistrărilor mai vechi de 7 zile și generarea rapoartelor, nu conține un port serial RS-232, atunci se va folosi un adaptor din serial la USB și invers. 
În cazul lanțurilor de magazine, sistemul DigiTrafic permite centralizarea datelor în altă locație decât cea în care a fost instalat, fie folosind un adaptor serial la Ethernet sau un pachet modem GPRS și SIM M2M. Dacă centralizarea datelor se va face folosind un adaptor serial la Ethernet atunci va fi nevoie și de o legătură VPN între locații. Conexiunea VPN nu trebuie neapărat să fie între oricare două locații; ea trebuie să asigure o conexiune locație – punct de centralizare date. Dacă nu se poate realiza sau nu se dorește o astfel de conexiune atunci varianta cu modem GPRS trebuie instalată. Modul de funcționare este identic cu cel al adaptorului Ethernet la serial doar că nu mai este necesară conexiunea fizică între locații și locul unde se face centralizarea.

## Software
Pe lângă partea hardware, sistemul DigiTrafic conține și o parte software. Sunt disponibile mai multe aplicații pentru a realiza conexiunea echipamente – server; aplicația instalată pe sistemul de operare Windows este aleasă în funcție de soluția hardware.

## Descriere Aplicație
Cea mai simplă aplicație pentru sistemele DigiTrafic este cea cu bază de date Microsoft Access instalată local și generare rapoarte direct din interfața aplicației. Aceasta este folosită când se instalează un singur sistem DigiTrafic și comunicarea cu echipamentul se va face local, cu ajutorul unui PC. 
În cazul lanțurilor de magazine, aplicatia se va instala doar pe serverul unde se face centralizarea, comunicând cu echipamentele printr-o adresă IP în loc de port COM. Astfel, aplicația va contine o listă de adrese IP, fiecare fiind asociată unui sistem Digitrafic instalat. 
Dacă echipamentele vor comunica prin IP atunci va fi necesar și crearea unei baze de date pe un server SQL. Baza de date SQL este creată folosind aplicația. Această bază de date va conține toate înregistrările orare pentru fiecare locație, organizate în tabele lunare. Vizualizarea datelor și generarea rapoartelor se va face din browser internet, cu ajutorul unui site. Site-ul poate fi host-at local și vizualizat în intranet folosind IIS, oferit de orice sistem de operare Windows.

## Setări Aplicație
Aplicația contine o pagină de setări, unde se poate seta data și ora (manual prin introducere sau automat prin sincronizare cu data/ora folosite de sistemul de operare Windows), factorul de divizare, COM-ul prin care se realizează conexiunea cu echipamentul și detalii conexiune SQL.